# Leo Joseph Klotz
Leo Joseph Klotz ( 1895 - 2 de marzo de 1984 ) fue un botánico micólogo estadounidense, y destacado fitopatólogo que comenzó en la Universidad de New Hampshire en 1923. Autoridad en enfermedades de citrus, logrando para la "Citrus Experiment Station" de la Universidad de California ser un centro renombrado en citrus.
Sirve en la Primera Guerra Mundial de noviembre de 1917 a marzo de 1919, con cinco meses en Francia. Obtuvo su bachillerato y su maestría en la "Michigan State College", el último en 1921. Fue Asistente de Campo del USDA en el "Bureau of Plant Industry", trabajando en estudios en cereales en Míchigan en 1921. Luego pasa a Becario de Investigación Rufus J. Lackland en el Missouri Botanical Garden, y obtiene su doctorado en la Washington University in St. Louis en 1923, y donde se interesa en la fisiología de la fitopatología. Gana por oposición ser Profesor Asistente en Botánica y Botánico Asistente en la Estación Experimental de la Universidad de New Hampshire, trabajando hasta 1925. Es galardonado con una Beca de la "National Research Council" como Investigador Asociado en la "Estación Experimental de Citrus de Riverside", de 1925 a 1928. Y será por concurso Asistente Fitopatólogo del Dr. Howard S. Fawcett, luego Jefe de Departamento, en la Estación Experimental", continuando allí hasta su retiro de 34 años d carrera.

## Algunas publicaciones
- 1950.  Some aspects of nitrogen metabolism in Fungi
- 1950.  Gum diseases of citrus in California. College of Agriculture, Agricultural Experiment Station Nº 396. 19 pp.

### Libros
- 1936.  Nitrogen trichloride and other gases as fungicides. Hilgardia. 52 pp.
- Klotz, LJ; HS Fawcett. 1948. 1973. Color Handbook of Citrus Diseases. Ed. Univ. of California Press. ii + 121 pp.
- 1972.  Virus and viruslike diseases of citrus. Circular / Division of Agricultural Sciences, University of California. 42 pp.
- La abreviatura «Klotz» se emplea para indicar a Leo Joseph Klotz como autoridad en la descripción y clasificación científica de los vegetales.[1]

## Fuente
- Brummitt, RK; CE Powell. 1992. Authors of Plant Names. Royal Botanic Gardens, Kew. ISBN 1-84246-085-4